# Groenhiella bivestia
Groenhiella bivestia är en svampart som beskrevs av Jørg. Koch, E.B.G. Jones & S.T. Moss 1983. Groenhiella bivestia ingår i släktet Groenhiella och familjen Nitschkiaceae.   Inga underarter finns listade i Catalogue of Life.